# مانفريد جي. شميت
مانفريد جي. شميت (بالألمانية: Manfred G. Schmidt)‏ هو بروفيسور ألماني، ولد في 25 يوليو 1948 في دوناوفورت في ألمانيا.